# Luciano Marigo
Luciano Marigo (Schio, 30 dicembre 1931 – Santorso, 29 dicembre 2017) è stato uno scrittore italiano.

## Biografia
Nato a Schio nel 1931, si laureò all'Università di Genova in Lettere, con una tesi su Clemente Rebora.
Il suo libro Due giorni con Chiara, ambientato sulle strade della Vicenza alla fine degli anni 70 gli permise di vincere il Premio Selezione Campiello  : concorse anche al Premio Strega .
Morì sul finire del 2017 per un infarto.

## Opere
- La capra semita, Rebellato, Padova, 1963
- La fatica di non credere, Il Regno, 1967
- Due giorni con Chiara, Città Armoniosa, Reggio Emilia, 1979
- Donna Assurda, Città Armoniosa, Reggio Emilia, 1980
- L'ultimo giorno, Città Armoniosa, Reggio Emilia, 1990
- La stanza del cuore, Santi Quaranta, 2004[4]
- Il dono dello stupore, Paoline, 2015
- Racconti per tempi post-cristiani, Asterios, 2017
- Se questa è la vita, romanzo postumo, Asterios 2018 (recensione: "Il Giornale di Vicenza Archiviato il 28 settembre 2018 in Internet Archive.")

## Attività giornalistica
Scrisse racconti e saggi critici per: Avvenire, Il giornale di Vicenza, Il Sabato, Aevum, Sigma

## Premi
- 1979, Premio Selezione Campiello